# Hauptverwaltung A

Wappen des Ministeriums für Staatssicherheit der DDR

Die Hauptverwaltung A (HV A; HVA) war der Auslandsgeheimdienst des Ministeriums für Staatssicherheit (MfS) der DDR, das zugleich Geheimdienst und Geheimpolizei war. Langjähriger Leiter der HVA war Markus Wolf. Sie hatte ihren Sitz in der Zentrale des Ministeriums für Staatssicherheit in Berlin-Lichtenberg. Zur Linie Aufklärung des MfS gehörten organisatorisch neben der HVA in jeder der 15 MfS-Bezirksverwaltungen die Abteilungen XV, die operativ durch die HVA angeleitet wurden.
Das Institut für wirtschaftswissenschaftliche Forschung war der Vorgänger der späteren HVA. Es wurde im September 1953 als Hauptabteilung XV in das Staatssekretariat für Staatssicherheit (SfS), wie das MfS von 1953 bis 1955 hieß, eingegliedert. Die Hauptabteilung XV wurde auch als Außenpolitischer Nachrichtendienst (APN) bezeichnet. Zum 1. Mai 1956 erfolgte die Umbenennung der Hauptabteilung XV in Hauptverwaltung A.
Die Auflösung der Abkürzung als Hauptverwaltung Aufklärung ist unzutreffend. Der Ordnungsbuchstabe A orientierte sich an der für Auslandsaufklärung zuständigen „1. Verwaltung“ des KGB.
Daneben unterhielt die Nationale Volksarmee als Militärnachrichtendienst die Militärische Aufklärung der Nationalen Volksarmee.

## Auftrag

### Schwerpunkte
Die Hauptaufgabe der HVA war die Auslandsaufklärung (Spionage), darunter die politische, Militär-, Wirtschafts- und Technologiespionage. Daneben zählten Aktionen gegen westliche Nachrichtendienste (Gegenspionage mittels Eindringen in deren Strukturen), Sabotagevorbereitung und die Aktiven Maßnahmen (z. B. Platzierung von Artikeln in West-Zeitungen, u. a. durch Aktivisten der Friedensbewegung) im Operationsgebiet Bundesrepublik Deutschland und West-Berlin sowie einigen weiteren Ländern zu den Aufgaben der HVA.
Bekannt geworden ist in der Öffentlichkeit die Methode Romeo der HVA. Die Aufgabe der Romeos oder Romeoagenten bestand seit den frühen 1960er Jahren darin, Sekretärinnen von westdeutschen Politikern durch Vortäuschung von Liebe für sich zu gewinnen (Stasi-Jargon „intim betreut“), emotional abhängig zu machen oder sogar „gezielt nachrichtendienstlich“ zum Schein zu heiraten. Die oft ledigen und einsamen Frauen, die zuvor von ostdeutschen Experten ausgesucht wurden, gaben ohne Wissen des eigentlichen Auftraggebers geheime Dokumente ihres Arbeitsbereiches an ihre Liebhaber weiter. Im Jargon der Stasi wurde der Begriff „Ficken fürs Vaterland“ zu einem geflügelten Wort für diese Einsätze (siehe auch Heiratsbetrug). Teilweise wurde den Frauen die Herkunft ihrer Partner aus anderen Staaten als der DDR unter falscher Flagge vorgetäuscht.
Seit Beginn der 1980er Jahre gewann die Militärspionage der Weltsysteme zunehmend an Bedeutung. Die Sowjetunion, die SED-Führung und der Minister für Staatssicherheit Erich Mielke erwarteten von der HVA angesichts des Kalten Krieges zwischen den Supermächten wesentliche Informationen zur Früherkennung von Kriegsvorbereitungen.

### Zusammenarbeit mit dem KGB
Die Hauptverwaltung A lieferte den Bruderdiensten im Ostblock – vor allem dem KGB – den Löwenanteil des Informationsaufkommens aus der Bundesrepublik Deutschland, einem wichtigen europäischen NATO-Mitglied. Der KGB hatte seinen DDR-Hauptsitz in der ehemaligen Festungspionierschule in Berlin-Karlshorst, der sowjetische Militärgeheimdienst GRU in Potsdam-Babelsberg, darüber hinaus gab es Verbindungsleute zu jeder Bezirksverwaltung. Hinzu kamen Spionageerfolge aus dem NATO-Hauptquartier in Brüssel und einigen westeuropäischen Staaten, etwa aus Großbritannien. In den USA hingegen konnte die HVA nie wirklich Fuß fassen, dort agierte fast nur der KGB. (Die bedeutsamen Erkenntnisse der DDR-Aufklärung etwa zur NSA stammten von deren West-Berliner Personal.)

## Organisation

### Abteilungen
Die Hauptverwaltung A war die einzige als Hauptverwaltung bezeichnete Organisationseinheit innerhalb des MfS. 1989 hatte die Hauptverwaltung A 21 Abteilungen und fünf Arbeitsgruppen (AG). Daneben gab es den Stab der HV A sowie den für die Technologiespionage zuständigen Sektor Wissenschaft und Technik (SWT) als abteilungsübergreifende Struktur.
| Abteilung         | Auftrag                                                                     | Leiter                      | Mitarbeiter (ca.) | Unterstellung                  |
| ----------------- | --------------------------------------------------------------------------- | --------------------------- | ----------------- | ------------------------------ |
| A I               | Gewinnung von Informationen über den Staatsapparat der BRD                  | Oberst Bernd Fischer        | 100               | Oberst Ralf-Peter Devaux       |
| A II              | Gewinnung von Informationen über Parteien u. Organisationen der BRD         | Oberst Kurt Gailat          | 070               | Devaux                         |
| A III             | Legalresidenturen in „dritten Ländern“ (d. h. außer BRD)                    | Oberst Horst Machts         | 070               | Generalmajor Werner Prosetzky  |
| A IV              | Militärspionage in der BRD                                                  | Oberst Siegfried Milke      | 100               | Generalmajor Heinrich Tauchert |
| A V (SWT)         | Auswertung für den SWT                                                      | Oberst Harry Herrmann       | 080               | Generalmajor Horst Vogel       |
| A VI              | Operativer Reiseverkehr                                                     | Oberst Helmut Reinhold      | 210               | Generalmajor Heinz Geyer       |
| A VII             | Auswertung und Information                                                  | Oberst Werner Bierbaum      | 110               | Generaloberst Werner Großmann  |
| A VIII            | Operative Technik, Funk                                                     | Oberst Werner Degenhardt    | 220               | Vogel                          |
| A IX              | Gegenspionage im In- und Ausland und feindliche Dienste in der BRD          | Generalmajor Harry Schütt   | 190               | Großmann                       |
| A X               | Aktive Maßnahmen (Desinformation) in der BRD/West-Berlin                    | Oberst Rolf Wagenbreth      | 060               | Großmann                       |
| A XI              | Gewinnung von Informationen über Nordamerika, US-Einrichtungen in der BRD   | Oberst Jürgen Rogalla       | 070               | Tauchert                       |
| A XII             | Gewinnung von Informationen über NATO und EG                                | Oberst Klaus Rösler         | 060               | Tauchert                       |
| A XIII (SWT)      | Grundlagenforschung                                                         | Oberst Siegfried Jesse      | 060               | Vogel                          |
| A XIV (SWT)       | Elektronik, Optik, EDV                                                      | Oberst Horst Müller         | 060               | Vogel                          |
| A XV (SWT)        | Wehrtechnik, Maschinenbau Referat 5, Stellv. Ltr. Hauptmann Matthias Warnig | Oberst Günter Ebert         | 060               | Vogel                          |
| A XVI             | Nutzung legaler Beziehungen, Koordinierung HVA-Firmen                       | Oberst Rudolf Genschow      | 040               | Devaux                         |
| A XVII            | Grenzschleusungen                                                           | Oberst Werner Wulke         | 060               | Geyer                          |
| A XVIII           | Sabotagevorbereitung                                                        | Oberst Gotthold Schramm     | 110               | Devaux                         |
| A XIX             | Schulung, Betreuung                                                         | Oberst Harry Mittenzwei     | 060               | Prosetzky                      |
| A XX              | EDV, Rechenzentrum                                                          | Oberst Peter Feuchtenberger | 120               | Vogel                          |
| A XXI             | Rückwärtige Dienste, Verwaltung, Kasse                                      | Oberst Tilo Kretzschmar     | 110               | Geyer                          |
| AG S (Sicherheit) | Innere Sicherheit der HV A                                                  | Oberst Eberhard Kopprasch   | 020               | Großmann                       |
| AG XV/BV          | Anleitung der Abt. XV der MfS-Bezirksverwaltungen                           | Oberst Manfred Ebert        | 010               | Geyer                          |
| AG 1/SWT          | Residenturkräfte SWT                                                        | Oberst Gerhard Jauck        | 020               | Vogel                          |
| AG 3/SWT          | Operative Beschaffung von Rüstungsgütern                                    | Oberst Erich Gaida          | 020               | Vogel                          |
| AG 5/SWT          | Nutzung offizieller Kontakte                                                | Oberst Christian Streubel   | 020               | Vogel                          |
| Stab der HV A     | Koordinierung, Grundsatz-/Führungsdokumente                                 | Generalmajor Heinz Geyer    | 020               | (Geyer)                        |

Anmerkungen:
- Bis 1988 hieß die Abt. A XVI Bereich K oder Koordinierungsstelle (KOST), die Abt. A XVII hieß AG Grenze (AG G). Die Abt. A XVIII entstand 1987 aus Teilen der damaligen Abteilung IV des MfS.
- Den in römischen Ziffern geschriebenen Abteilungsnummern wurde ein A (oder HV A) vorangestellt, um Verwechslungen mit den übrigen Abteilungen der Staatssicherheit zu vermeiden. So existierten beispielsweise gleichzeitig die Abt. XII des MfS (Archiv) und die Abt. A XII der HVA (NATO/EG).
- Nachdem etwa 1974 die HV B (Bewirtschaftung) des MfS in Verwaltung Rückwärtige Dienste umbenannt wurde, war die HVA die einzige Hauptverwaltung.

### Abteilungen XV der MfS-Bezirksverwaltungen
In jeder der 15 MfS-Bezirksverwaltungen (in den 14 Bezirken der DDR und Ost-Berlin) bestand eine Abteilung XV, die operativ durch die Arbeitsgruppe XV/BV, der dem Stab der HVA zugeordnet war, angeleitet wurde. Formal waren sie direkt dem Leiter der jeweiligen MfS-Bezirksverwaltung unterstellt, unterlagen aber der Fachaufsicht der HVA. Etwa ein Fünftel der hauptamtlichen Mitarbeiter der Linie Aufklärung waren in den Abteilungen XV der MfS-Bezirksverwaltungen tätig, die im Schnitt etwa 45 Mitarbeiter umfasste.

### Leitung 1951–1990
Die Abteilungen VII, IX, X und AG S waren direkt dem Leiter der HVA unterstellt (Zuordnung der HVA-Abteilungen siehe Tabelle). Der Leiter der HVA war gleichzeitig Stellvertreter des Ministers für Staatssicherheit. Er hatte bis zu fünf Stellvertreter.
Leiter der HVA bzw. ihrer Vorläufer war von 1951 bis 1952 Anton Ackermann, ihm folgte von 1952 bis 1986 (über 34 Jahre) Markus Wolf.
Danach führte Werner Großmann die HVA von 1986 bis 1990, zuletzt mit Horst Vogel als 1. Stellvertreter, Heinz Geyer als Leiter des Stabs sowie Heinrich Tauchert, Werner Prosetzky und Ralf-Peter Devaux als weiteren Stellvertretern.

## Rekrutierung und Ausbildung

### Schule der Hauptverwaltung A
Die als „Zentralschule der Gesellschaft für Sport und Technik Etkar André“ legendierte Schule der HV A war anfangs in Belzig ansässig. Sie wurde ab 1965 schrittweise in die Juristische Hochschule des MfS (JHS) in Golm bei Potsdam einbezogen, zunächst im Rang einer Fachschule. Ab 1968 hieß sie Fachrichtung für Aufklärung der JHS, später wurde sie umbenannt in Sektion A. Ihr angeschlossen war die Fremdsprachenschule des MfS (Lehrbereich F). 1988 zog die Schule der HVA samt der Fremdsprachenschule (vorher in Dammsmühle bei Mühlenbeck) an den Seddinsee nach Gosen an der Berliner Stadtgrenze, ca. 3 km südlich von Erkner. Dort befand sich auch der Bunker der Ausweichführungsstelle der HVA.

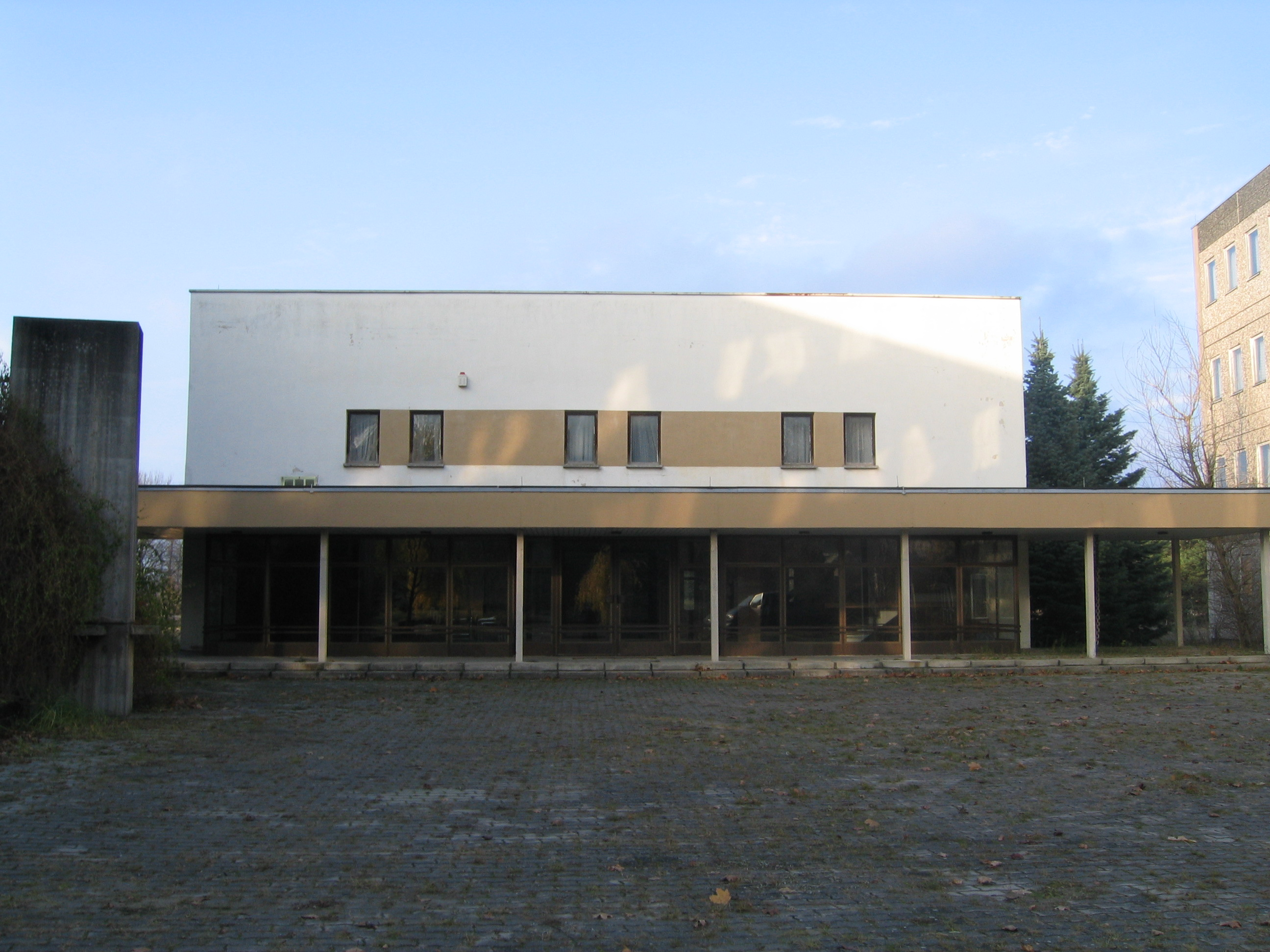
Kinosaal der MfS Hochschule der Hauptverwaltung A in Gosen

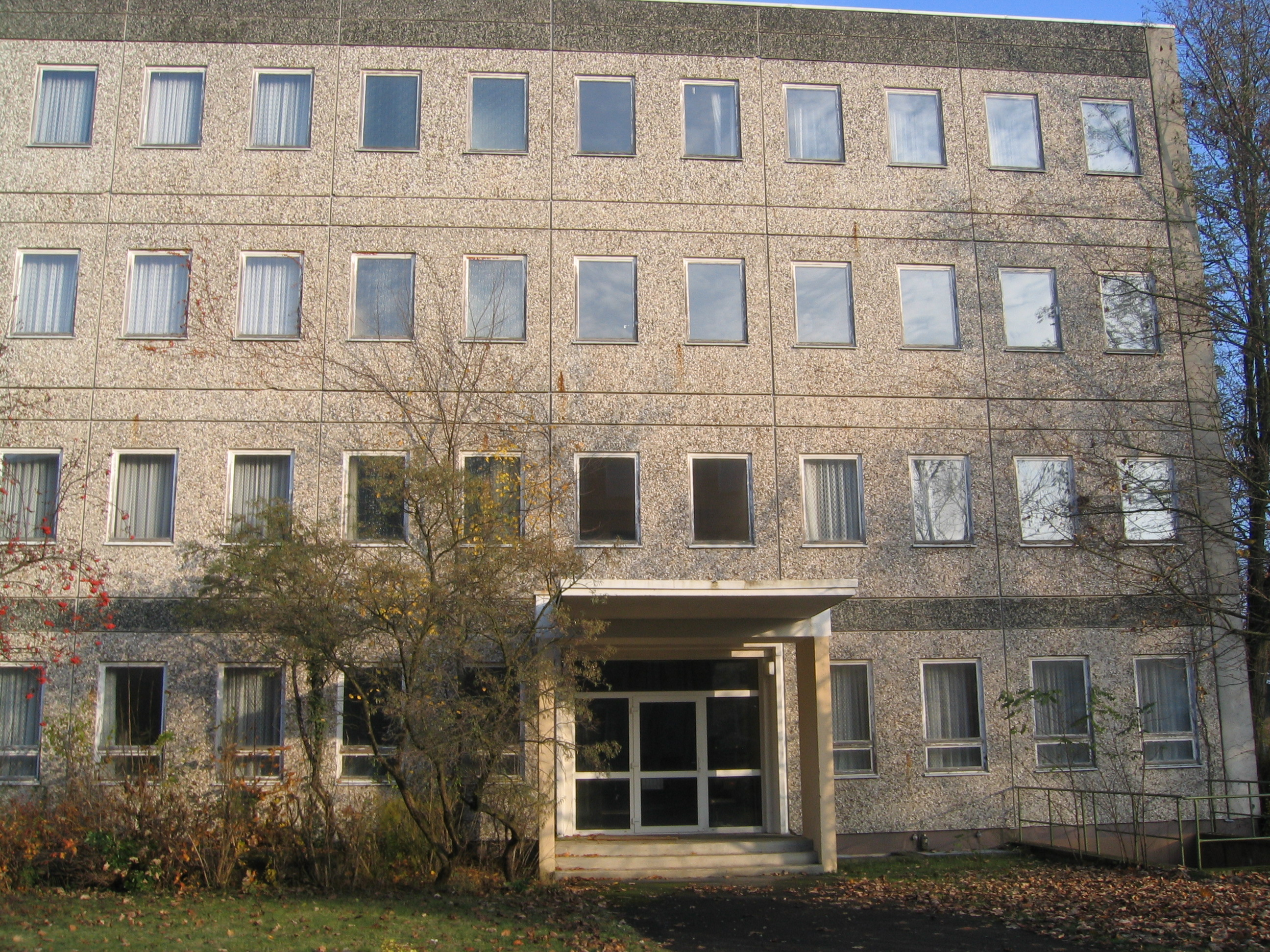
Haus 3 MfS Hochschule der Hauptverwaltung A in Gosen

Die Schule der HVA hatte 1989 gut 300 Mitarbeiter und wurde von Oberst Bernd Kaufmann geleitet. Sie arbeitete eng mit der Abt. A XIX zusammen und gliederte sich in drei Lehrbereiche:
- Lehrbereich A – Politisch-operative Ausbildung; Leiter: Oberst Helmut Eck. Vier Lehrstühle, unter anderem ML-Ausbildung, Politik und Geschichte
- Lehrbereich B – Spezialdisziplin und Methodik der nachrichtendienstlichen Arbeit; Leiter: Oberst Horst Klugow. Fünf Lehrstühle, darunter Operative Psychologie, Recht/Sicherheit und Residenturarbeit
- Lehrbereich F – Fremdspracheninstitut; Leiter: Oberst Manfred Fröhlich. Zuständig für die Sprachausbildung vor Auslandseinsätzen, ferner Dolmetschertätigkeiten.

### Hauptamtliche Mitarbeiter
Im Jahr 1989 hatte die Hauptverwaltung A 3819 hauptamtliche Mitarbeiter. Darunter waren laut Stellenplan etwa 2.400 Berufsoffiziere und -unteroffiziere, 700 Hauptamtliche IM, 670 OibE und 5 Zivilbeschäftigte. Während der HVA-Selbstauflösung stieg die Mitarbeiterzahl zeitweilig auf über 4200 an. In der HVA-Zentrale einschließlich in den ihr zugeordneten Abteilungen XV der Bezirksverwaltung waren 1989 etwa 4500 Mitarbeiter beschäftigt.
Im Herbst 1989 hatten sieben Führungskräfte einen Generalsrang: Ranghöchster Mitarbeiter war der Leiter der HVA Werner Großmann als Generaloberst; vier seiner Stellvertreter sowie Harry Schütt (Chef der Gegenspionage) und Otto Ledermann (Leiter der SED-Grundorganisation der HVA) waren Generalmajore.
Die HVA-Mitarbeiter verstanden sich als Elite des MfS. Von ihnen wurden hoher persönlicher Einsatz, Flexibilität, Leistungsfähigkeit und, wie von allen MfS-Kadern, absolute Linientreue zur SED verlangt. Mitarbeiter anderer MfS-Abteilungen konnten nach hervorragenden Leistungen – quasi als Auszeichnung – bei Bedarf zur HVA versetzt werden, wenn sie entsprechend qualifiziert waren, also zum Beispiel über einen Hochschulabschluss, Fremdsprachenkenntnisse oder ähnliches verfügten. Umgekehrt wurden auch HVA-Kräfte bei mangelhaften Resultaten oder nach Intrigen zu anderen Diensteinheiten der Staatssicherheit versetzt, was als Degradierung verstanden wurde, es aber administrativ nicht war.

### Inoffizielle und weitere Mitarbeiter
Die hauptamtlichen HVA-Mitarbeiter führten eine bislang nicht exakt bekannte Anzahl Inoffizieller Mitarbeiter (IM). Dies waren in erster Linie DDR-Bürger mit Westreiseerlaubnis (Reisekader, umgekehrt jedoch war nur ein Bruchteil der Reisekader als IM tätig), in der DDR lebende Angehörige von „operativ interessanten“ Zielpersonen im Westen, Kuriere und Instrukteure, aber auch Tausende Einwohner der Bundesrepublik Deutschland und West-Berlins, teils an exponierten gesellschaftlichen Positionen.
Die HVA hatte insbesondere Interesse an der Werbung westlicher Studenten, die auf Besuch in der DDR waren. Diese für Leitungsaufgaben und damit vertrauliche Informationen besonders prädestinierten geeigneten Jungakademiker wurden mit hohem personellen und finanziellen Aufwand über Jahrzehnte hinweg aufgebaut, mit dem Ziel ihrer Platzierung in hohen staatlichen und wirtschaftlichen Funktionen, von denen aus sie Zugang zu geheimen Informationen bekamen.
Berühmtes Beispiel einer solchen Werbungsoperation war Gabriele Gast, die 1968 als Studentin verpflichtet wurde und bis zur Regierungsdirektorin im Bundesnachrichtendienst entwickelt wurde. Als Top-Quelle wurde sie von Markus Wolf persönlich geführt.
Die eigentlichen Quellen der Spionageerkenntnisse im westlichen Ausland waren bei der HVA (bzw. vom MfS) nicht unbedingt als IM registriert. Vielfach wurden sie als Kontaktpersonen (KP) geführt, was wenig über den Grad der Zusammenarbeit mit dem DDR-Nachrichtendienst aussagt: Die Spanne reichte von der unwissentlichen Abschöpfung durch HVA-Kontaktleute im persönlichen Umfeld bis zur bewussten und gezielten Weitergabe von Material. Die Spione trafen sich mit ihren Führungsoffizieren und Instrukteuren sowohl in der DDR, wie auch in Ländern Ost- und Westeuropas, wobei damals neutrale Staaten wie Österreich, die Schweiz oder Schweden bevorzugt wurden.
Nach BStU-Angaben aus dem Jahr 2004 sollen 1989 etwa 1500 Bundesbürger sowie 10.000 DDR-Bürger für die HVA aktiv gewesen sein.

## Zentrale

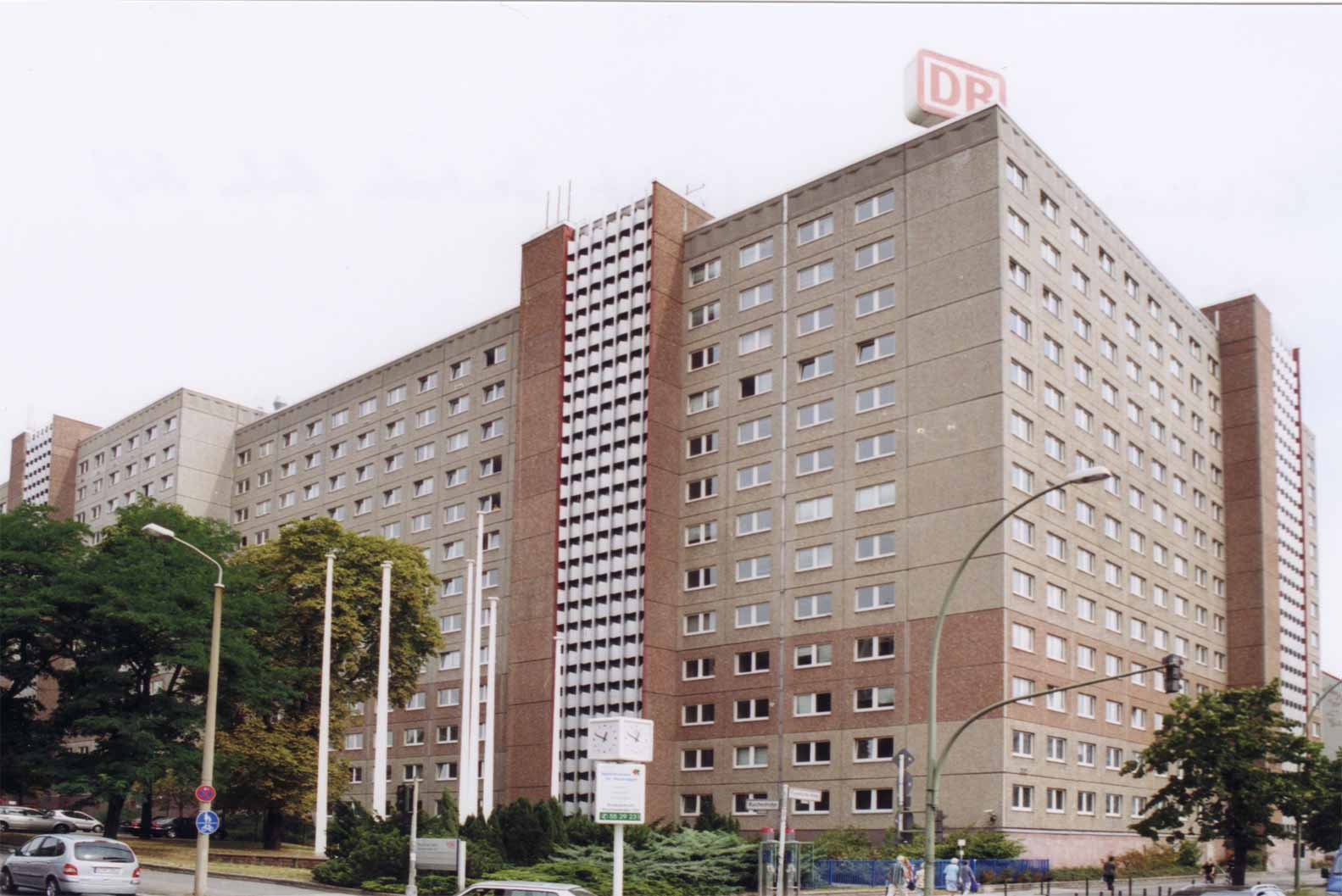
Letzter Hauptsitz der HVA im „Haus 15“ der Zentrale des Ministeriums für Staatssicherheit in Berlin-Lichtenberg

Der HVA-Vorläufer, das Institut für wirtschaftswissenschaftliche Forschung, residierte zu Beginn der 1950er Jahre zuerst in Berlin-Pankow, dann am Rolandufer in Berlin-Mitte.
Der Dienstsitz der HVA befand sich von Mitte/Ende der 1950er Jahre bis 1990 in der Zentrale des Ministeriums für Staatssicherheit in Berlin-Lichtenberg.
1978 wurde im Südwesten des MfS-Komplexes in Berlin-Lichtenberg das sogenannte „Haus 15“ fertiggestellt, ein vierteiliges Ensemble aus 13-stöckigen Plattenbauten vom Typ WBS 70. Nach Fertigstellung dieser Büroneubauten bezog der Dienst hier sein Hauptquartier. Das Zimmer 980 auf der 9. Etage von „Haus 15/1“ diente als Büro von Markus Wolf. Die Zimmer 508–510 auf der 5. Etage an der Nordseite von „Haus 15/1“ wurden von der Abteilung XIII, Referat 1, des Sektors „Wissenschaft und Technik“ der HVA genutzt, in der Werner Stiller bis zu seiner Flucht 1979 arbeitete.
Nach der Auflösung der HVA und dem Ende der DDR diente das „Haus 15“ von 2003 bis 2011 als Verwaltungssitz der Deutschen Bahn AG und ab Ende November 2015 als Unterkunft für Flüchtlinge aus Syrien, Afghanistan, Pakistan und Eritrea. Im Innenhof („Hof 6“) von „Haus 15“ wurde von der Deutschen Bahn AG ein großflächiges, niedriges Gebäude als Betriebskantine errichtet. Heute überwiegend Leerstand. „Haus 15“ steht als Baudenkmal unter Denkmalschutz.
Der Operativ-Technische Sektor (OTS) der HVA war in der Roedernstraße in Berlin-Alt-Hohenschönhausen untergebracht.

## Budget
Markus Wolf erklärte vor dem Bundestags-Untersuchungsausschuss zur Tätigkeit des Bereiches Kommerzielle Koordinierung (KoKo), dass zum Ende seiner Amtszeit (1986) der jährliche Finanzbedarf der HVA für operative Zwecke bei 17 Millionen DDR-Mark und 13,5 Millionen DM gelegen habe. Diese Angabe ließ sich weder endgültig widerlegen noch verifizieren. In einzelnen HVA-Abteilungen existierten schwarze Kassen in Verantwortung der Abteilungs- oder Referatsleiter. Zur getarnten Beschaffung von Ausrüstungen für die Abt. A VIII und für andere Empfänger im MfS, in der NVA oder der DDR-Volkswirtschaft wurden deutlich größere Summen mobilisiert, die meist aus dem Bereich stammten.

## Geschichte

### Institut für wirtschaftswissenschaftliche Forschung
Als Vorläufer der späteren Hauptverwaltung A kann das Institut für wirtschaftswissenschaftliche Forschung gelten. Es wurde auf sowjetische Entscheidung vom 19. Juli 1951 gegründet. In ihm sollten die bisherigen nachrichtendienstlichen Aktivitäten der SED gebündelt werden, die ab 1948 unter der Leitung von Bruno Haid erfolgt waren. Aus dem sogenannten Haid-Apparat (auch Parteiaufklärung genannt) sollten die West-Quellen übernommen werden. Erster Leiter des Instituts war Anton Ackermann, Stellvertreter Richard Stahlmann. 1952 entstand die Schule des IWF (die spätere Schule der HV A), wo vor allem Agenten (im MfS-Jargon Kundschafter des Friedens) auf ihren West-Einsatz vorbereitet wurden.

### Hauptabteilung XV des Staatssekretariat für Staatssicherheit
Im September 1953 erfolgte die Eingliederung des Instituts als Hauptabteilung XV in das dem Ministerium des Innern (MdI) nachgeordneten Staatssekretariat für Staatssicherheit (SfS), das bis vor kurzem und wieder ab 1955 selbständigen Ministeriums für Staatssicherheit (MfS). Gründe für die Eingliederung waren die internen Krisen und das sowjetische Bestreben, geheimpolizeiliche und nachrichtendienstliche Aktivitäten unter dem Dach des MdI zusammenzuführen.
Die Hauptabteilung XV wurde auch als Außenpolitischer Nachrichtendienst (APN) bezeichnet. Der Begriff ist ab Herbst 1953 bis September 1956 nachweisbar. Leiter der HA XV blieb Markus Wolf, der fortan auch den Posten eines Stellvertreters des Staatssekretärs bzw. Ministers für Staatssicherheit bekleidete.

### Hauptverwaltung A innerhalb des MfS
Nachdem das SfS im November 1955 unter Ernst Wollweber wieder zum Ministerium aufgewertet worden war, erhielt die HA XV zum 1. Mai 1956 den Status einer Hauptverwaltung (HV) mit dem Buchstaben A. Dadurch konnten einige ihrer bisherigen Abteilungen selbst zu Hauptabteilungen werden, darunter die HA I (Politische Spionage), die HA II (Westalliierte/Militärspionage), die HA IV (Wirtschaftsspionage) und die HA V (Auswertung). Im selben Jahr wurde Generalmajor Hans Fruck zum 1. Stellvertreter des Leiters der HVA berufen.
Im Jahr 1959 erfolgte eine grundlegende Umstrukturierung der HVA in acht Abteilungen, die Schule erhielt die Bezeichnung Objekt 9.
Neben der Arbeit gegen die Bundesrepublik Deutschland wurde in den 1960er Jahren die Aufbauhilfe für die Dienste der jungen Nationalstaaten zu einem Schwerpunkt der Tätigkeit. Es gab Auslandseinsätze z. B. in Ghana, Sansibar, Kuba, im Sudan und anderen Entwicklungs- bzw. Schwellenländern.
Unter Frucks Protektion entwickelte sich ab 1967 Schalck-Golodkowskis Bereich Kommerzielle Koordinierung (BKK bzw. KoKo) mit seinen diversen Unternehmen zu einem wichtigen nachrichtendienstlichen Instrument der HVA. Die getarnten HVA-Firmen F.C. Gerlach, G. Simon (1977 umbenannt in Camet), Asimex und Interport erwirtschafteten Millionensummen in westlichen Währungen für operative Zwecke des Dienstes.
1973 gründete Mielke die Abteilung IX (Gegenspionage) der HVA, die die Aufgaben der Hauptabteilung II (Spionageabwehr), die bis dahin für die westlichen Nachrichtendienste zuständig war, übernahm.
1974 führte die Verhaftung des HVA-Agenten Günter Guillaume zu einem schweren Rückschlag für die DDR und deren Spionage: Der vom MfS zuvor sogar durch gekaufte Stimmen vor einem Misstrauensvotum des Bundestages bewahrte Bundeskanzler Brandt trat zurück, und es kam zu diplomatischen Verstimmungen. Guillaume hatte seit 1970 im Bundeskanzleramt und seit 1972 als persönlicher Referent Brandts gearbeitet.
Am 18. Januar 1979 floh der HVA-Oberleutnant und Diplomphysiker Werner Stiller nach Westberlin, nachdem er zuvor Verbindung zum Bundesnachrichtendienst aufgenommen hatte. Stiller, der seit 1972 in der für Industriespionage zuständigen HVA-Abteilung XIII im Referat 1 beschäftigt war, das sich hauptsächlich der Spionage auf dem Sektor der Kernforschung widmete, gelang es, umfangreiches geheimes Unterlagenmaterial der HV A nach Westberlin mitzunehmen, woraufhin schon wenige Stunden später in mehreren westeuropäischen Ländern eine Verhaftungswelle einsetzte, während der am 19. Januar 1979 mindestens 15 DDR-Agenten allein in der Bundesrepublik Deutschland verhaftet wurden. Stillers Aussagen hatten umfangreiche Ermittlungen in Österreich zur Folge, insbesondere gegen den Kommunisten und Unternehmer Rudolf Wein, den Atomphysiker Rudolf Sacher (Deckname Sander) und den Drahtzieher des Falls Lucona, Udo Proksch, der 1992 wegen sechsfachen Mordes verurteilt wurde. Stiller identifizierte unter anderem Markus Wolf auf einem 1978 in Stockholm aufgenommenen Foto und entlarvte damit den „Mann ohne Gesicht“ (Der Spiegel präsentierte dies in einer Titelgeschichte). Das MfS erstellte zu Stiller den Operativen Vorgang (OV) Schakal mit dem Ziel seiner Liquidierung, sein Aufenthaltsort konnte jedoch nicht ermittelt werden (Stiller erhielt durch die CIA eine neue Identität in den USA). Neben dem von Wolf und vielen HVA-Mitarbeitern als persönliche Niederlage empfundenen Verrat entstand dem Dienst vor allem deshalb großer Schaden, weil die Westseite die nun von Stiller enthüllte DDR-Technologiespionage bis dato völlig unterschätzt hatte und diese Defizite beseitigte.
1980 wurde der HVA-Hauptmann Werner Teske unter dem Vorwurf der Spionage für westliche Geheimdienste festgenommen, nachdem er es nicht geschafft hatte, nach West-Berlin überzuwechseln. Teske wurde in einem Geheimprozess zum Tode verurteilt. Die Vollstreckung des Urteils im Juni 1981 war die letzte Hinrichtung in der DDR. Auch innerhalb des MfS soll dieser Fall angeblich geheim gehalten worden sein.
Im Mai 1986 schied Markus Wolf aus dem aktiven Dienst aus. Die feierliche Verabschiedung fand am 27. November 1986 statt, fast exakt 34 Jahre nachdem Wolf die Leitung des IWF übernommen hatte. Sein Nachfolger und letzter regulärer Leiter der HVA wurde sein dafür aufgebauter langjähriger erster Stellvertreter Werner Großmann, der faktisch den Dienst schon seit Mitte 1984 leitete.

### Auflösung (Abwicklung)
Als Ende 1989 die meisten Bezirksverwaltungen des MfS von Demonstranten besetzt wurden, arbeitete die HVA in der Berliner MfS-Zentrale weiter. Die Mitarbeiter des Dienstes bemühten sich, Akten zu vernichten und Quellen abzuschalten. Während der Umstrukturierungen zum Jahreswechsel 1989/90 wurde die für die Überwachung der KoKo zuständige AG BKK des MfS wegen des verwandten Arbeitsgegenstandes der HVA zugeschlagen. Am 13. Januar 1990 verfügte die DDR-Regierung unter Modrow (Regierung Modrow) auf Initiative des Zentralen Runden Tisches die ersatzlose Auflösung des MfS/AfNS und damit auch der kurz zuvor in Nachrichtendienst der DDR umbenannten HVA.
Bei der Erstürmung des MfS-Komplexes in Berlin-Lichtenberg am 15. Januar 1990 blieben die Räume der HVA unangetastet. Am 8. Februar entstand einerseits das Komitee zur Auflösung des ehemaligen AfNS, andererseits wurden drei Regierungsbeauftragte zur Kontrolle des Auflösungsprozesses eingesetzt.
In dem Beschluss der Arbeitsgruppe Sicherheit des Zentralen Runden Tischs vom 23. Februar 1990 zur Auflösung der HVA heißt es in der (getippten) Originalfassung: „Die Kontrolle aller Maßnahmen erfolgt durch das Bürgerkomitee.“ Vom alleinigen Unterzeichner des Dokuments, dem Regierungsbeauftragten der Modrow-Regierung Generaloberst Fritz Peter, wurde, ohne erkennbare Legitimation (keine Gegenzeichnung), die Kontrolle handschriftlich geändert in: „Die Kontrolle erfolgt durch die Arbeitsgruppe Sicherheit im engen Zusammenwirken mit dem Bürgerkomitee und wird durch Herrn Dr. Böhm koordiniert.“ Georg Böhm war Peters Stellvertreter. Damit war die eigentlich beschlossene Kontrolle nur noch Theorie, was später als „genehmigte Selbstauflösung“ bezeichnet wurde. Die Zuordnung der AG BKK zur ehemaligen HVA wurde rückgängig gemacht; inzwischen waren – nach späterer Einschätzung des KoKo-Ausschusses des Bundestags sowie der BStU – etliche Unterlagen aus diesem Bereich verschwunden. Der wie alle MfS-Mitarbeiter Anfang 1990 entlassene HVA-Chef Werner Großmann wurde Berater der umgehend gebildeten Gruppe zur Auflösung der HVA. Die konkrete Abwicklung innerhalb dieser Gruppe leitete Bernd Fischer, vormals Oberst und Chef der HVA-Abteilung I. Der Nachrichtendienst sollte zum 1. Juli 1990 vollständig aufgelöst sein.
Fast alle personenbezogenen Unterlagen, Spionageergebnisse und sonstigen HVA-Materialien wurden bis Juni 1990 vernichtet. Dabei unterliefen den Auflösern zwei folgenschwere Fehler:
- Einerseits gelangte auf nicht völlig geklärte Weise eine Kopie einer mikroverfilmten Kartei, die später als Rosenholz-Dateien bekannt wurden, zur CIA. Die Beschaffung hieß bei der CIA Operation Rosewood. Die anfangs oft vertretene Auffassung, es handle sich um eine Art Mobilisierungskartei, trifft nicht zu.[16]
- Andererseits existierte seit 1987 eine externe Sicherungskopie der SIRA-Datenbank, in der die HVA-Eingangsinformationen als Zusammenfassungen samt einigen Daten zu den liefernden Spionen gespeichert wurden. Diese SIRA-Kopie entging der Vernichtung, kam auf Umwegen ins BStU-Archiv und wurde seit 1998 weitgehend entschlüsselt. Zusammen mit den von der CIA übergebenen Rosenholz-Dateien ermöglichen diese Daten inzwischen tiefe Einblicke in die DDR-Spionage der Jahre 1969 bis 1989.

Als die Gruppe um Fischer dem staatlichen MfS-Auflösungskomitee fristgemäßen Vollzug meldete, waren weder alle Dokumente vernichtet noch die HVA-Firmen korrekt liquidiert. Die Zerstörung ausgelagerter Akten lief sogar nach dem 3. Oktober 1990 weiter; bei F.C. Gerlach und Asimex wurden bis 1991 noch mehrere Hundert Millionen D-Mark Bundesvermögen veruntreut. Die HVA-Auflöser machten in ihrem Abschlussbericht lediglich allgemeine Angaben und verschwiegen die Probleme.

## Bewertung
Von 1991 bis Juni 2021 erforschte der Bundesbeauftragte für die Stasi-Unterlagen die Geschichte des MfS und seiner Hauptverwaltung A.

### Nachrichtendienstliche Tätigkeit
Wolf, Großmann und andere verwiesen ab 1990 wiederholt darauf, dass die HVA als „einer der besten Nachrichtendienste weltweit“ gegolten habe. Im MfS soll es demnach die Selbsteinschätzung als „zweitbester Dienst nach dem Mossad“ (z. B. laut K. Thümer, mittlerer Leitungskader der HA II) gegeben haben. In der neueren Forschung wird dies als „verquaste Selbstheroisierung“ kritisiert.
Der HVA führte als Objektquellen Rainer Rupp (Topas) bei der NATO und Günter Guillaume als persönlicher Referent des Bundeskanzlers Willy Brandt. Guillaume war für die DDR jedoch ein Pyrrhussieg, da der ostfreundliche Brandt nach dessen Enttarnung zurücktrat. Im Bundesamt für Verfassungsschutz (BfV) hatte die HVA anfangs Frau Gadde und später Klaus Kuron. Letzterer bot sich selbst ohne Zutun der HVA an. Ein glücklicher Zufall war der Übertritt von Hansjoachim Tiedge, Referatsgruppenleiter Spionageabwehr DDR im BfV, in den Osten. Im Bundesnachrichtendienst (BND) verfügte die HVA über Gabriele Gast und Alfred Spuhler. Gast war Jahre vor ihrem Eintritt in den BND, der eher zufällig ohne Zutun der HVA erfolgte, über einen Romeo-Agenten geworben worden. Spuhler bot sich selbst wie Kuron an. Somit konnte das MfS keinen „einzigen direkten Werbungserfolg im BND erzielen“. Mehrere Ansprachen hauptamtlicher Mitarbeiter des BND, vor allem mithilfe von Kompromaten, blieben erfolglos. Die BND-Mitarbeitern offenbarten die Anwerbungsversuche intern.
Nach derzeitigem Forschungsstand konnten die Nachrichtendienste der Bundesrepublik keine hauptamtlichen Mitarbeiter der HVA werben und führen. Die westdeutschen Dienste profitierten jedoch von zahlreichen Überläufern, der prominenteste davon Werner Stiller. Bis 1959 liefen allein 36 HVA-Mitarbeiter in die Bundesrepublik über, darunter Max Heim und Günter Männel. Von 1961 bis 1969 waren es fast 40, einschließlich Angehöriger der NVA.
Nach 1990 offenbarten sich zahlreiche HVA-Mitarbeiter Behörden im Westen. Sie trugen damit zur Verurteilung von westdeutschen Bürgern zu langjährigen Haftstrafen wegen Landesverrats oder geheimdienstlichen Agententätigkeit bei. HVA-Angehörige, die nur von der DDR aus tätig waren, blieben nach einem Beschluss des Bundesverfassungsgerichts vom 15. Mai 1995 straffrei. Durch die Auswertung der SIRA-Datenbank, der Rosenholz-Dateien und der sich zahlreich offenbarenden HVA-Mitarbeitern, gilt es als äußerst unwahrscheinlich, dass Innenquellen in den deutschen Sicherheitsbehörden bis heute unentdeckt geblieben sind.
Die Tätigkeit der HVA wurden durch Umstände begünstigt, die das MfS kaum beeinflussen konnte:
- Agentenrückzug – Die Rückzugsmöglichkeiten Richtung DDR waren deutlich besser als die in der Gegenrichtung, besonders ab dem Mauerbau 1961.
- Einfaches Einschleusen – Die laschen Kontrollen der Bundesrepublik Deutschland bei Einreisenden aus der DDR und die für Übersiedler stets offene Grenze erleichterten das Einschleusen der HVA-Agenten erheblich. Dies soll jedoch nicht vergessen lassen, dass Geheimdienste der Bundesrepublik Deutschland und der Alliierten sich dieser Problematik durchaus bewusst waren und einreisende Touristen beobachteten und insbesondere (vermeintliche) Übersiedler umfassend verhörten. Die Enttarnung Günter Guillaumes geht auf eine systematische Überprüfung aller Übersiedler zurück. Die Grenze wurde durch den Zoll, Bundesgrenzschutz, Grenzpolizei und alliierte Militärpolizei ständig beobachtet.
- Strafandrohungen – Während bei einer Entdeckung im Westen gegen HVA-Agenten „nur“ Freiheitsstrafen verhängt wurden, drohten in der DDR nicht nur schlechtere Haftbedingungen, sondern bis Anfang der 1980er Jahre auch die Todesstrafe – zumindest für spionageverdächtige DDR-Bürger.

### Aktiven Maßnahmen: Beeinflussung des Misstrauensvotums gegen Willy Brandt
Neben der nachrichtendienstlichen Tätigkeit waren aktive Maßnahmen im Westen ein Tätigkeitsfeld der HVA. Dazu gehörte neben Desinformation und Täuschung auch die Schwächung oder Unterstützung westdeutscher Politiker, je nach Interessenlage der SED. Ihren größten öffentlich bekannten Erfolg hierbei erzielte die HVA durch die Rettung der Regierung Brandt beim Misstrauensvotum vom 27. April 1972 im Bundestag. Brandts Gegenkandidat Rainer Barzel (CDU) fehlten wider Erwarten zwei Stimmen, um Brandt als Bundeskanzler abzulösen. Nach dem Ende der DDR deuteten massive Hinweise, wie Zeugenaussagen und Bankunterlagen, darauf hin, dass die Abgeordneten Julius Steiner (CDU) und Leo Wagner (CSU) mit jeweils 50.000 DM von der HVA bestochen wurden, damit sie nicht für Barzel stimmten und Brandt Kanzler blieb. Zwei Wochen nach der Abstimmung konnte SED-Chef Erich Honecker bei seinem ersten Staatsbesuch in Rumänien stolz von seinem Erfolg, als Erfolg für den gesamten Ostblock, berichten: Im Sinne einer „gemeinsamen, koordinierten Linie auf außenpolitischem Gebiet“ sei eine Regierung Brandt „für uns alle angenehmer als eine Regierung unter Leitung von Barzel und Strauß“.
Durch die Enttarnung des DDR-Kanzlerspions Guillaume trug das HVA zwei Jahre später allerdings unmittelbar zum Rücktritt Brandts bei.

### Rolle im Repressivapparat
Die HVA beteiligte sich – als Teil des MfS – an der Repression gegen DDR-Bürger.
- Da die Inoffiziellen Mitarbeiter der HVA überwiegend in der DDR ansässig waren, fielen neben Spionage-Informationen auch solche an, die sich direkt zur Unterdrückung der Bevölkerung durch den Geheimpolizeiapparat eigneten. Diese Erkenntnisse übergab die HVA an die zuständigen MfS-Abteilungen.
- Von den HVA-Spionen im Westen gelieferte Informationen über DDR-Bürger dienten ebenfalls zu deren Verfolgung, z. B. nach ungesetzlichen Kontaktaufnahmen zu Einrichtungen der Bundesrepublik Deutschland oder Äußerungen zu Fluchtabsichten.
- Zu den Aufgaben der im OG (MfS-Begriff für Operationsgebiet Bundesrepublik) tätigen HVA-Agenten gehörte auch die Aufklärung und Zersetzung ausgebürgerter DDR-Dissidenten (u. a. Jürgen Fuchs, Roland Jahn, Lutz Eigendorf, Bernd Moldenhauer und Wolfgang Welsch).
- West-Einsätze anderer MfS-Abteilungen wurden koordiniert bzw. erfolgten in Zusammenarbeit mit der HVA; in den 1980er Jahren führte sie diese in der Regel in Eigenverantwortung durch. Die für Auslandseinsätze ausgebildeten Kräfte (HVA-Abt. XVIII, AGM/S und andere) ermöglichten eine enorme – nicht nur operative – Schlagkraft, die kaum zum Bild eines nur Informationen beschaffenden und auswertenden Nachrichtendienstes passt.

### Fehlschläge
Der auch auf Nachrichtendienste spezialisierte Historiker Michael Wala schrieb in einem 2023 erschienenen Buch, Mythos und Realität der HVA hätten zu seiner eigenen Überraschung weit auseinandergelegen. Das Bundesministerium des Innern und das Bundesamt für Verfassungsschutz hatten ihm für ein Forschungsprojekt „uneingeschränkten Zugang zum Geheimarchiv der Spionageabwehr“ von 1950 bis 1990 gewährt. Seine Auswertung ergab, „dass es der Spionageabwehr des Verfassungsschutzes gelang, Tausende DDR-Spione zu ‚überwerben‘“, sie also umzudrehen. Auch viele unter falscher Identität eingeschleuste Agenten der HVA seien enttarnt worden, nach dem der Verfassungsschutz Muster bei der Einschleusung entdeckt und gezielt nach diesen in den Akten von Einwohnermeldeämtern interessanter Städte gesucht hätten; als Beispiel nannte er Reisen von Paaren nach England oder Dänemark kurz vor deren Hochzeit, in Länder, die die Hochzeitsdaten nicht an die Heimat-Standesämter meldeten. Das sei eine Praxis von bereits in der DDR verheirateten Agentenpaaren gewesen, die zur Wahrung ihrer Legende als Eingereiste aus Drittstaaten in der Bundesrepublik erneut heirateten. „Mit einem Schlag“, schreibt Wala, „wurden 15 DDR-Spione festgenommen, die meisten von ihnen Residenten.“ Nachdem der Verfassungsschutz zugelassen hatte, dass seine Enttarnungskampagne publik und medial vermarktet wurde, rief er noch unentdeckte Spione auf, sich zu stellen. Das führte laut Wala dazu, „dass Markus Wolf eine große Zahl seiner ‚Kundschafter‘ zurückrief“. Überall im Land, in Betrieben, Verwaltungen und Behörden, meldeten sich plötzlich Mitarbeiter krank und kamen nie wieder, oder sie verschwanden ohne ein Wort.

## Filme
- Barluschke – Psychogramm eines Spions. Regie: Thomas Heise (1997; auf VHS erschienen im März 2000)
- Deutschland 83/86/89. Der fiktive Spion Martin Rauch alias Moritz Stamm wird durch die HVA in die Bundeswehr eingeschleust, um NATO-Pläne auszuspionieren. Die Figur des Spions „Kolibri“ ist angelehnt an den Agenten Rainer Rupp (Deckname „Topas“).
- Nahschuss. Spielfilm von 2021 über den fiktiven Agenten Franz Walter, angelehnt an den Fall des letzten DDR-Hinrichtungsopfers Werner Teske
- Wendezeit. Spielfilm von 2019 um eine Doppelagentin in Berlin während der Wende
- Inside HVA. Dokumentation, ausgestrahlt im Dezember 2019, ARD